# 広沢虎康
広沢 虎康（ひろさわ とらやす、1969年5月7日 - ）は、日本の浪曲師、静岡県藤枝市出身。本名は松村 芳明。血液型はO型。

## 略歴
音楽に興味を持ったきっかけは父親の車から流れるThe Beatlesに衝撃を受けたことからである。これを機に埼玉県川越市にあった尚美学園短期大学音楽情報学科音響コースに入学するも、クラシック音楽に夢中になりピアノに本格的な興味を持ち、東京コンセルヴァトアール尚美のピアノ指導科に入り、古典音楽を学ぶ。
しばらくピアノを学んでいたが、ある日ダイソーで購入した清水次郎長伝名人浪曲うなり集 二代広沢虎造のCDを見つけ、自らの祖父が彼が幼い頃、レコードで良く聞いていた事もあり興味を持った事から、浪曲の世界に入る。
2025年現在、静岡県榛原郡川根本町（旧川根町）在住。郵便局に勤務しながら静岡県内の介護施設でボランティアとして浪曲公演を続けている。

## 入門
虎造節保存会による「虎造節全国大会」に参加し優勝した後、審査員として参加していた澤孝子に入門を志願、2013年（平成25年）4月、一般社団法人日本浪曲協会現相談役、澤孝子の下に入門「広澤虎康」。
同期に国本はる乃がいる。

## 出演
- NHK浪曲十八番[3]。清水次郎長伝より〜石松三十石船道中〜

## 受賞歴
- 虎造節保存会 第三回虎造節全国大会 優勝[4]。